# Leucophora aurantifrons
Leucophora aurantifrons är en tvåvingeart som beskrevs av Fan och Zhong 1984. Leucophora aurantifrons ingår i släktet Leucophora och familjen blomsterflugor. Inga underarter finns listade i Catalogue of Life.